# Miloš Pavlović (szachista)
Miloš Pavlović, cyr. Милош Павловић (ur. 5 stycznia 1964) – serbski szachista, arcymistrz od 1995 roku.

## Kariera szachowa
Wielokrotnie startował w finałach indywidualnych mistrzostw Jugosławii i Serbii, największy sukces odnosząc w 2002 r. w mieście Banja Koviljača, gdzie (po dogrywce) zdobył tytuł mistrza Jugosławii. W 2003 r. reprezentował swój kraj na rozegranych w Płowdiwie drużynowych mistrzostwach Europy.
Odniósł szereg sukcesów na arenie międzynarodowej, zwyciężając bądź dzieląc I miejsca m.in. w:
- Biel – dwukrotnie w turniejach otwartych (1998, samodzielnie oraz 2002, wspólnie z Danem Zolerem, Borysem Awruchem i Julenem Luísem Arizmendi Martínezem),
- Kopenhadze (1990, wspólnie z Bjørnem Brinck-Claussenem i Þrösturem Þórhallssonem),
- Belgradzie (1991),
- Cap d'Agde (2002, wspólnie z Mladenem Palacem, Cyrilem Marcelinem, Wadimem Małachatko, Michaiłem Brodskim, Borysem Czatałbaszewem, Robertem Fontaine, Manuelem Apicellą i Aleksiejem Biezgodowem),
- Wiedniu (2003, wspólnie m.in. Stefanem Kindermannem, Konstantinem Landą, Nikolausem Stancem, Mikulasem Manikiem i Emirem Dizdareviciem),
- Oberwart (2003, wspólnie z Władimirem Burmakinem, Andriejem Szarijazdanowem, Siemonem Dwojrisem i Ferencem Berkesem),
- Nikei (2005, wspólnie z Dmitrijem Swietuszkinem i Nikolozem Managadze(inne języki)),
- Newport (2006),
- Lenk (2007, wspólnie z m.in. Andriejem Sokołowem, Mihajlo Stojanoviciem(inne języki) i Zvulonem Gofshteinem),
- Belgradzie (2008).

Najwyższy ranking w dotychczasowej karierze osiągnął 1 października 2003 r., z wynikiem 2582 punktów zajmował wówczas drugie miejsce (za Branko Damljanoviciem) wśród szachistów Serbii i Czarnogóry.